# Văn phòng tiện lợi
Văn phòng tiện lợi (tiếng Anh: Easy Office) à loại hình dịch vụ cung cấp diện tích văn phòng cho thuê đi kèm các dịch vụ khác phục vụ cho nhu cầu hoạt động của một văn phòng như Nội thất và thiết bị văn phòng: máy photocopy, fax, scan, mạng, v.v. Thông thường khái niệm văn phòng tịên lợi thường dùng cho các diện tích nhỏ, linh động mọi lúc, mọi nơi và dịch vụ dùng chung để chia sẻ chi phí giữa các doanh nghiệp trên một diện tích lớn. Phần dùng chung có thể là Phòng họp, lễ tân, khu tiếp khách. Dần dần dịch vụ Văn phòng tiện lợi để mô tả một dịch vụ cung cấp một cách trọn gói tất cả các dịch vụ phụ trợ cho một Doanh nghiệp hoạt động từ việc tìm kiếm văn phòng phù hợp, thi công nội thất, lắp đặt, quản lý văn phòng, cung cấp văn phòng phẩm cũng như các dịch vụ khác phục vụ cho các doanh nghiệp hoạt động. Hoặc đơn giản hơn là tạo ra một khu tổ hợp văn phòng với đầy đủ tiện nghi có các diện tích cho thuê khác nhau và các doanh nghiệp chỉ cần tới lựa chọn và làm việc. Với dịch vụ này doanh nghiệp chỉ còn phải tập trung vào lĩnh vực kinh doanh chính của mình còn các vấn đề phụ trợ đã do đơn vị cung cấp Dịch vụ chịu trách nhiệm.

## Tại Việt Nam
Khái niệm dịch vụ "Văn phòng tiện lợi" du nhập vào Việt Nam vào năm 2006. Đáng ngạc nhiên là Khái niệm này lại xuất phát từ một công ty ở ngoài Hà nội. Và sau đó khái niệm đó du nhập vào trong thành phố Hồ Chí Minh và được phát triển mạnh mẽ. Khái niệm này ngày càng được phổ biến và được hiểu là các văn phòng diện tích nhỏ, hoặc văn phòng ảo với dịch vụ trọn gói, chia sẻ và chuyên nghiệp. Hiện nay dịch vụ Văn phòng trọn gói được hiểu là Dịch vụ cung cấp các Văn phòng cho thuê phục vụ từ 1 đến 2 người trở lên, với diện tích từ 5m2 đến 7m2 trở lên với thời gian linh hoạt. Các văn phòng này nằm trong khu trung tâm của các thành phố, trong các tòa nhà văn phòng chuyên nghiệp hoặc chung cư cao tầng xây mới mà địa điểm và kiến trúc phù hợp làm văn phòng. 
Hiện nay dịch vụ này phù hợp với các đối tượng như: Người nước ngoài muốn tìm hiểu về thị trường Việt Nam, tư vấn cho các công ty về dư án lập văn phòng đại diện, tư vấn tài chính, kiểm toán, kế toán, viết quảng cáo, tư vấn thương hiệu, franchise...)

## Khía cạnh pháp lý
Trong dịch vụ Văn phòng tiện lợi có khái niệm liên quan tới Văn phòng ảo hay Đại diện thương mại/Văn phòng đại diện chia sẻ. Văn phòng ảo là thuật ngữ không có trong quy định bằng văn bản của các cơ quan quản lý. Tuy nhiên việc triển khai loại hình dịch vụ này là hoàn toàn phù hợp với Luật Doanh nghiệp và không vi phạm pháp luật. Với tình hình kinh tế chung như hiện nay, văn phòng ảo sẽ là một lựa chọn tối ưu cho những công ty vừa và nhỏ thâm nhập thị trường.